# Mateusz Socha
Mateusz Socha (ur. 11 marca 1990 w Żaganiu) – polski stand-uper, komik i satyryk.
Do jego najważniejszych programów stand-up'owych należą: „Zróbmy coś szalonego”, „Król Piaskownicy", „Masochista", „Ile można?", a także „Panie Mateuszu”.

## Stand-up
Pierwszy raz na scenie wyszedł w styczniu 2016 roku w Kuźni Stand-upu – konkursie dla amatorów. W tym samym roku został finalistą Stand-up War i Antrakt Stand-up Festiwal.
W 2017 roku zajął się zawodowo stand-upem. Otworzył scenę stand-up w Żaganiu, a w kolejnych miesiącach wygrywał kolejne następne – Festiwal Ludzik One Man Show i Festiwal Komedii SZPAK.
W 2018 roku wypuścił swój pierwszy oficjalny program komediowy pt. ,,Zróbmy coś szalonego". Na grudzień 2023 roku prawie godzinny materiał w serwisie YouTube zebrał 14 milionów wyświetleń i zebrał bardzo pozytywne recenzje.
W drugiej połowie 2019 roku wydał drugi oficjalny program komediowy pt ,,Król Piaskownicy". Na grudzień 2023 roku w serwisie YouTube zebrał 14 milionów wyświetleń. Zebrał świetne recenzje, a pojedyncze wycinki z programu stały się memami. Za program wygrał plebiscyt Golden Mics w kategoriach Najlepsze nagranie w Internecie oraz Największy progres.
W 2021 roku opublikował swój trzeci oficjalny program pt. ,,Masochista". Na grudzień 2023 roku w serwisie YouTube zdobył ponad 13 milionów wyświetleń i zebrał ponownie entuzjastyczne recenzje. Za swój materiał został nagrodzony nagrodą Golden Mics tytułem „Najlepszego stand-upera roku”, „Najlepszy program na żywo” oraz „Najlepsze nagranie w Internecie”.
1 października 2022 wydał swój czwarty oficjalny program pt. „Ile można?”. Do grudnia 2023 roku materiał uzyskał liczbę ponad 9 milionów wyświetleń w serwisie YouTube i pełną wyprzedaż trasy komediowej.
Dwa lata później (8 grudnia 2024) wydał swój kolejny, już piąty oficjalny program pt. „Panie Mateuszu”. Program w tydzień uzyskał oglądalność przekraczającą 1,5 mln wyświetleń w serwisie YouTube. Zdaniem głosujących w plebiscycie Golden Mics „Panie Mateuszu” to najlepszy program 2023 roku, który można było oglądać na żywo.  Tylko w 2023 roku Mateusz Socha wystąpił z nim blisko 200 razy. 
Kilka dni po ukazaniu się piątego programu, na kanale Żurnalisty ukazał się obszerny wywiad z Mateuszem pt. „Mateusz Socha: w miesiąc zarobiłem milion złotych”.

## Pełnowymiarowe programy
- 2018: „Zróbmy coś szalonego”
- 2019: „Król Piaskownicy”
- 2021: „Masochista ”
- 2022: „Ile można?”

- 2023: „Panie Mateuszu"

- 2025: „Szur"

## Nagrody i wyróżnienia

### 2019
- Golden Mics (plebiscyt) – Najlepsze nagranie w Internecie
- Golden Mics (plebiscyt) – Największy progres[18]

### 2021
- Golden Mics (plebiscyt) – Stand-uper roku
- Golden Mics (plebiscyt) – Najlepszy program na żywo
- Golden Mics (plebiscyt) – Najlepsze nagranie w Internecie[19]

### 2023
- 3 miejsce w rankingu najpopularniejszych stand-uperów w Polsce w 2023 roku – według rankingu Stand-upedia.pl[20]
- Golden Mics (plebiscyt) – Najlepszy program na żywo[21]